# Jednostki rozpoznawcze Wojska Polskiego
Jednostki rozpoznawcze Wojska Polskiego – spis polskich oddziałów i pododdziałów rozpoznawczych: ich organizacja, geneza, podległość i przeformowania; miejsce stacjonowania.

## Jednostki rozpoznawcze Wojska Polskiego II RP

### Lotnicze jednostki rozpoznawcze

#### Eskadry wywiadowcze
- 1 Eskadra Wywiadowcza
- 2 Eskadra Wywiadowcza
- 3 Eskadra Wywiadowcza
- 4 Eskadra Wywiadowcza
- 5 Eskadra Wywiadowcza
- 6 Eskadra Wywiadowcza
- 8 Eskadra Wywiadowcza
- 9 Eskadra Wywiadowcza
- 10 Eskadra Wywiadowcza
- 11 Eskadra Wywiadowcza
- 12 Eskadra Wywiadowcza
- 14 Eskadra Wywiadowcza
- 16 Eskadra Wywiadowcza
- 17 Eskadra Wywiadowcza
- 18 Eskadra Wywiadowcza

### Pancerne jednostki rozpoznawcze

#### Dywizjony pancerne

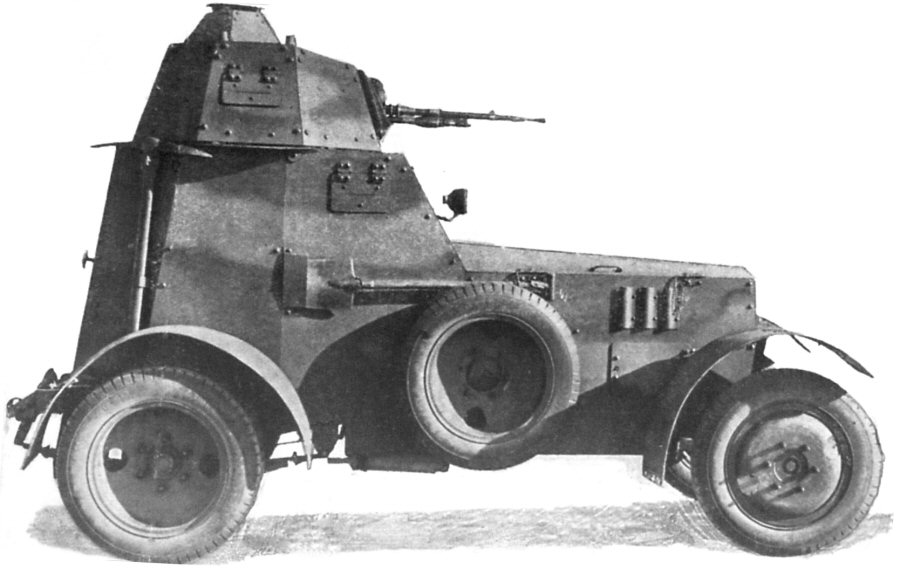
Samochód pancerny wz. 34

- 11 dywizjon pancerny – sformowany w sierpniu 1939 przez 11 batalion pancerny dla Mazowieckiej Brygady Kawalerii.
- 21 dywizjon pancerny – sformowany w sierpniu 1939 przez 12 batalion pancerny z Łucka dla Wołyńskiej Brygady Kawalerii.
- 31 dywizjon pancerny – formowany w sierpniu 1939 przez 7 batalion pancerny z Grodna dla Suwalskiej Brygady Kawalerii.
- 32 dywizjon pancerny – sformowany w sierpniu 1939 przez 7 batalion pancerny z Grodna dla Podlaskiej Brygady Kawalerii.
- 33 dywizjon pancerny – sformowany w sierpniu 1939 przez 7 batalion pancerny z Grodna dla Wileńskiej Brygady Kawalerii.
- 51 dywizjon pancerny – sformowany w sierpniu 1939 przez 5 batalion pancerny ze Krakowa dla Krakowskiej Brygady Kawalerii.
- 61 dywizjon pancerny – sformowany w sierpniu 1939 przez 6 batalion pancerny ze Lwowa dla Kresowej Brygady Kawalerii.
- 62 dywizjon pancerny – sformowany w sierpniu 1939 przez 6 batalion pancerny ze Lwowa dla Podolskiej Brygady Kawalerii.
- 71 dywizjon pancerny – sformowany w 1939 przez 1 batalion pancerny z Poznania dla Wielkopolskiej Brygady Kawalerii
- 81 dywizjon pancerny – formowany w sierpniu 1939 przez 8 batalion pancerny z Bydgoszczy dla Pomorskiej Brygady Kawalerii
- 91 dywizjon pancerny – sformowany we wrześniu 1939 przez 4 batalion pancerny z Brześcia nad Bugiem dla Nowogródzkiej Brygady Kawalerii

#### Samodzielne kompanie czołgów rozpoznawczych

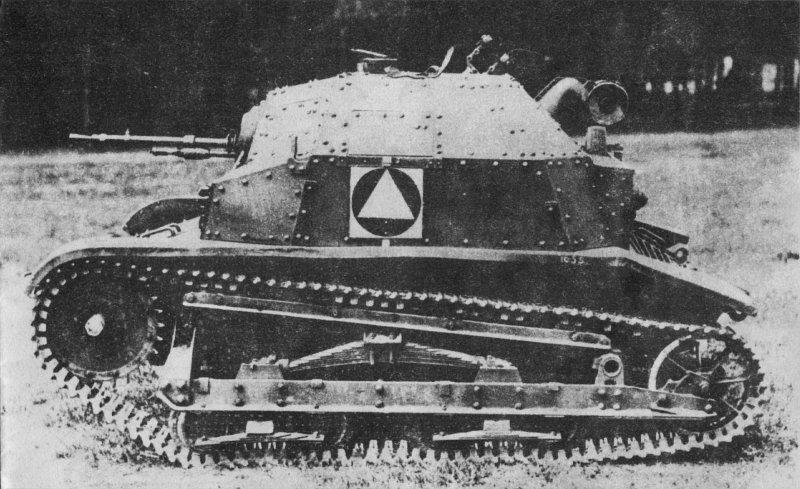
TKS -czołg kompanii

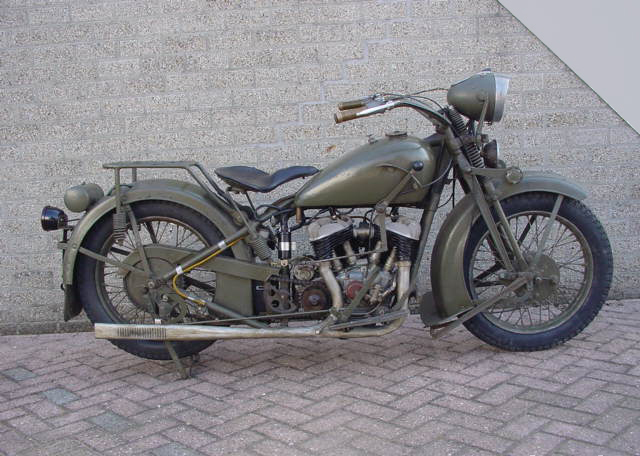
Sokół 1000 -motocykl kompanii

- 31 Samodzielna Kompania Czołgów Rozpoznawczych – sformowana w sierpniu 1939 przez 7 Batalion Pancerny z przeznaczeniem dla Armii Poznań; podporządkowana 25 DP.
- 32 Samodzielna Kompania Czołgów Rozpoznawczych – sformowana w sierpniu 1939 przez 7 Batalion Pancerny z Grodna z przeznaczeniem dla Armii Łódź
- 41 Samodzielna Kompania Czołgów Rozpoznawczych – sformowana w sierpniu 1939 przez 10 Batalion Pancerny ze Zgierza z przeznaczeniem dla 30 DP.
- 42 Samodzielna Kompania Czołgów Rozpoznawczych – sformowana w sierpniu 1939 przez 10 Batalion Pancerny ze Zgierza z przeznaczeniem dla Armii Łódź
- 51 Samodzielna Kompania Czołgów Rozpoznawczych – sformowana w sierpniu 1939 przez 5 Batalion Pancerny z Krakowa z przeznaczeniem dla Armii Kraków.
- 52 Samodzielna Kompania Czołgów Rozpoznawczych – sformowana w sierpniu 1939 przez 5 Batalion Pancerny z Krakowa z przeznaczeniem dla Armii Kraków.
- 61 Samodzielna Kompania Czołgów Rozpoznawczych – sformowana w sierpniu 1939 przez 6 Batalion Pancerny ze Lwowa z przeznaczeniem dla Armii Kraków
- 62 Samodzielna Kompania Czołgów Rozpoznawczych – sformowana w sierpniu 1939 przez 6 Batalion Pancerny ze Lwowa z przeznaczeniem dla 20 DP
- 63 Samodzielna Kompania Czołgów Rozpoznawczych – sformowana w sierpniu 1939 przez 6 Batalion Pancerny ze Lwowa z przeznaczeniem dla 8 Dywizji Piechoty.
- 71 Samodzielna Kompania Czołgów Rozpoznawczych – sformowana w sierpniu 1939 przez 1 Batalion Pancerny z Poznania z przeznaczeniem dla 17 Dywizji Piechoty.
- 72 Samodzielna Kompania Czołgów Rozpoznawczych = sformowana w sierpniu 1939 przez 1 Batalion Pancerny z Poznania z przeznaczeniem dla Armii Poznań.
- 81 Samodzielna Kompania Czołgów Rozpoznawczych – sformowana w sierpniu 1939 przez 8 Batalion Pancerny z Bydgoszczy z przeznaczeniem dla 15 Dywizji Piechoty.
- 82 Samodzielna Kompania Czołgów Rozpoznawczych – sformowana w sierpniu 1939 przez 8 Batalion Pancerny z Bydgoszczy z przeznaczeniem dla 26 Dywizji Piechoty.
- 91 Samodzielna Kompania Czołgów Rozpoznawczych – sformowana w sierpniu 1939 przez 4 Batalion Pancerny z Brześcia z przeznaczeniem dla Armii Łódź.
- 92 Samodzielna Kompania Czołgów Rozpoznawczych – sformowana w sierpniu 1939 przez 4 Batalion Pancerny z Brześcia z przeznaczeniem dla Armii Łódź.

## Jednostki rozpoznawcze Polskich Sił Zbrojnych na Zachodzie
W Wojsku Polskim we Francji
- Oddział Rozpoznawczy 1 (OR-1; nieoficjalnie 8 Pułk Ułanów Księcia Józefa Poniatowskiego) – jednostka rozpoznawcza 1 D Gren
- Oddział Rozpoznawczy 2 (OR-2; 2 Wileński Dywizjon Rozpoznawczy) – jednostka rozpoznawcza 2 DSP
- Oddział Rozpoznawczy 3 (OR-3) – jednostka rozpoznawcza 3 DP;
- Oddział Rozpoznawczy 4 (OR-4) – jednostka rozpoznawcza 4 DP;

W Wielkiej Brytanii:

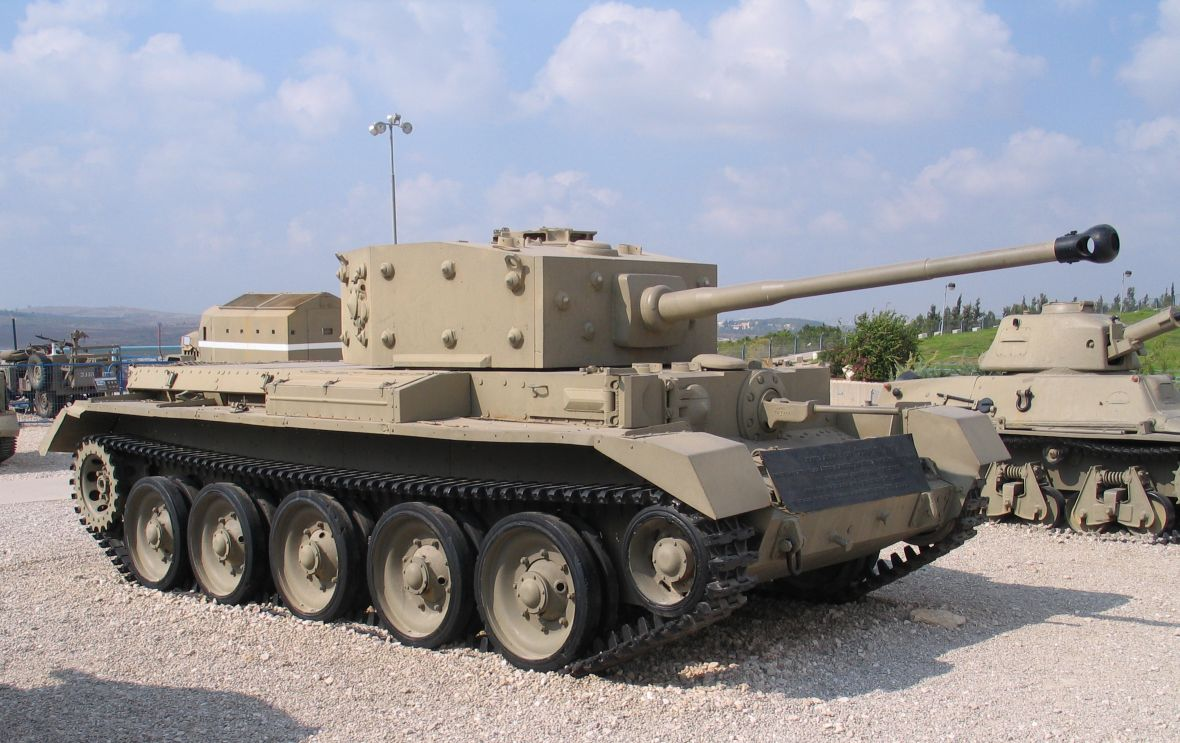
Mk VIII Cromwell – czołg 10 psk

- oddziały rozpoznawcze Brygad Strzelców
- dywizjon rozpoznawczy 1 Korpusu – powstał w Szkocji 1 października 1940: przeformowany w pułk rozpoznawczy 1 DPanc
- pułk rozpoznawczy 1 DPanc – wywodzi się z Dywizjonu Rozpoznawczego 1 Korpusu
- 10 Pułk Strzelców Konnych – jako rozpoznawczy 1 DPanc od 12 października 1943
- 2 pułk rozpoznawczy – pułk 2 DGren; 8 stycznia 1944 przemianowany na 9 puł
- 9 Pułk Ułanów Małopolskich – pancerny pułk rozpoznawczy 4 DP;przemianowany z 2 prozp 2 DGren; nie brał udziału w walkach

W Polskich Siłach Zbrojnych w ZSRR
- 5 Dywizjon Kawalerii – oddział rozpoznawczy 5 DP;
- 6 Dywizjon Kawalerii – oddział rozpoznawczy 6 DP;
- 7 Dywizjon Kawalerii – oddział rozpoznawczy 6 DP;
- Dywizjon Rozpoznawczy Armii – powstał 5 sierpnia 1942 z przemianowania Oddziału Przybocznego Dowódcy PSZ w ZSRR

Na Bliskim Wschodzie:
- Dywizjon Ułanów Karpackich – w lutym 1941 przemianowany na Pułk Ułanów Karpackich
- 12 Pułk Kawalerii Pancernej – przeformowany z Dywizjonu Rozpoznawczego Armii; 15 maja 1943 przemianowany w 12 Pułk Ułanów Podolskich
- 15 Pułk Kawalerii Pancernej – pułk rozpoznawczy 5 KDP; przeformowany 3 października 1942 z batalionu „S”; 1 grudnia 1943 przemianowany na 15 Pułk Ułanów Poznańskich

We Włoszech:

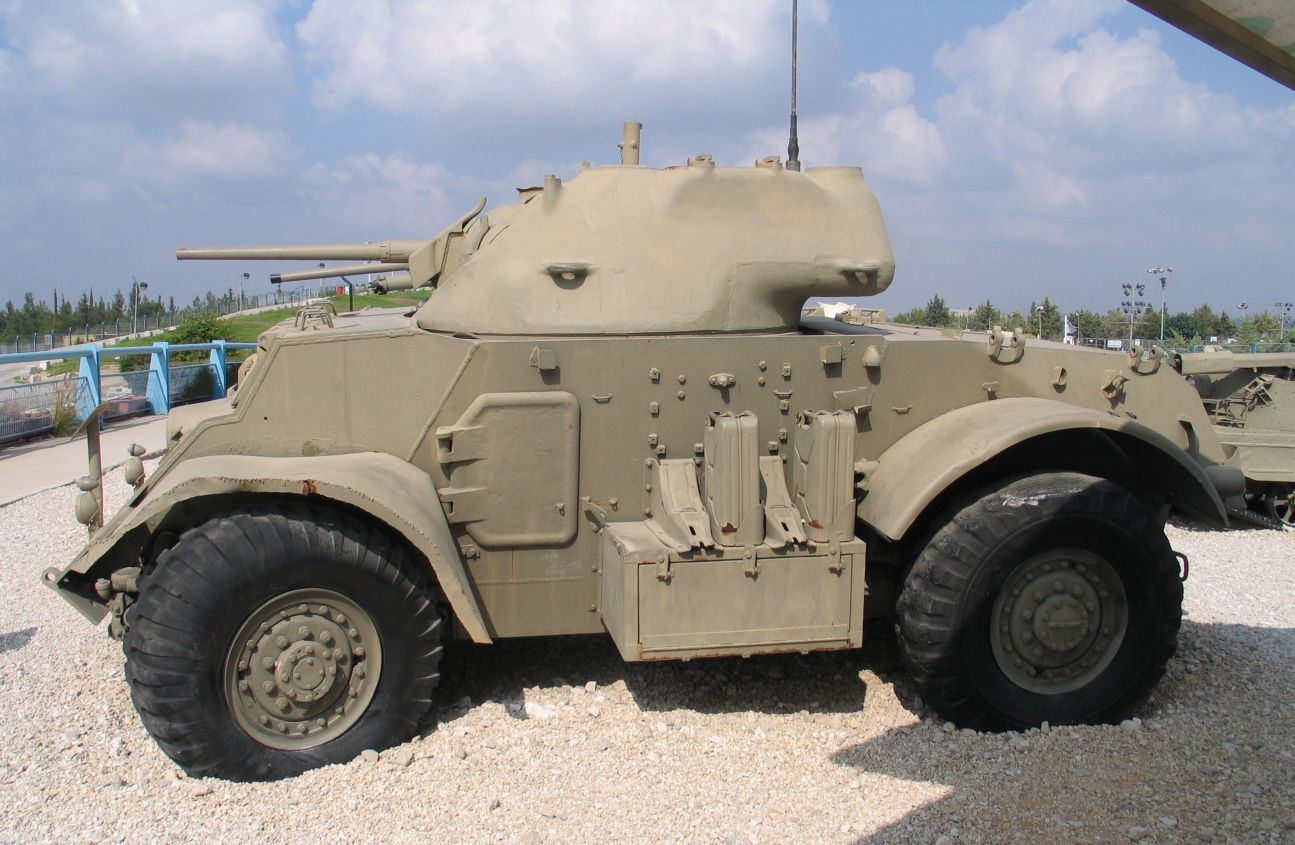
Samochód pancerny pułków rozpoznawczych – Staghound

- Pułk Ułanów Karpackich – jednostka rozpoznawcza 2 Korpusu Polskiego.
- 7 Pułk Ułanów Lubelskich – odtworzony w PSZ na Zachodzie jako pancerny pułk rozpoznawczy 3 DSK; zastąpił 15 puł; nie brał udziału w walkach
- 12 Pułk Ułanów Podolskich – odtworzony w PSZ w ZSRR jako Szwadron Przyboczny Armii. 13 kwietnia 1942 rozwinięty do Oddziału Przybocznego Dowództwa PSZ. W sierpniu przemianowany na Dywizjon Rozpoznawczy Dowództwa Armii, a w grudniu na 12 Pułk Ułanów Podolskich 3 DSK.
- 15 Pułk Ułanów Poznańskich – odtworzony w 1942 w PSZ w ZSRR jako Batalion „S”. 3 października 1942 przemianowany na 15 Pułk Kawalerii Pancernej, a 1 grudnia 1943 na 15 Pułk Ułanów Poznańskich 5 KDP.
- 25 Pułk Ułanów Wielkopolskich – odtworzony 5 stycznia 1945 w Maglie we Włoszech jako 25 Pancerno-motorowy Pułk Ułanów Wielkopolskich; wszedł w skład 5 KDP w miejsce 15 puł; rozwiązany 5 maja 1947.

### Pododdziały specjalne
- 1 Samodzielna Kompania Komandosów
- 2 Kompania Komandosów

## Jednostki rozpoznawcze ludowego Wojska Polskiego

### Bataliony rozpoznania ogólnowojskowego
| Nazwa batalionu                       | numer JW | Miejsce stacjonowania | Podległość       | Czasokres | Przeformowanie   |
| ------------------------------------- | -------- | --------------------- | ---------------- | --------- | ---------------- |

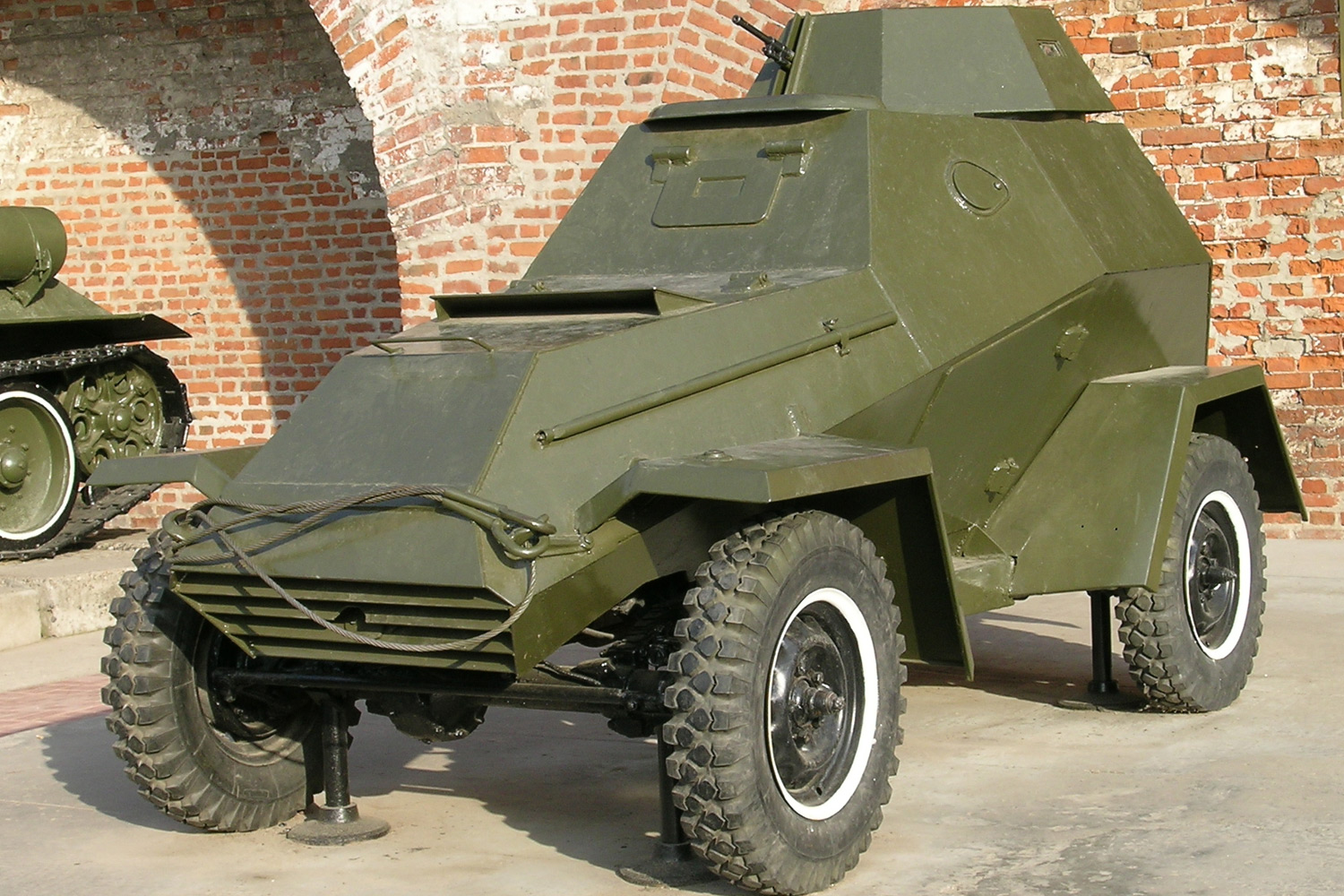
Samochód pancerny BA-64

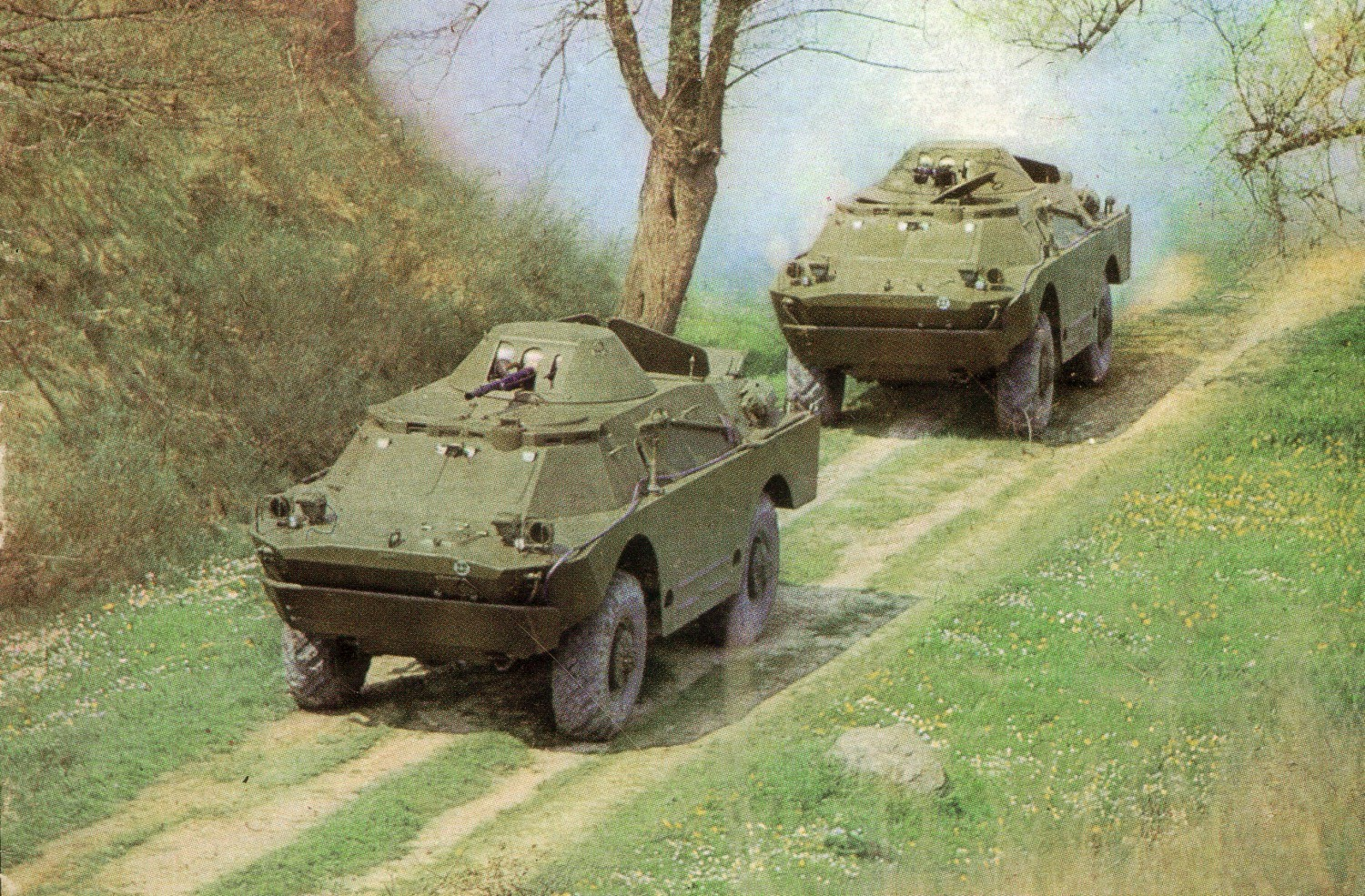
BRDM-2 – wóz rozpoznawczy br

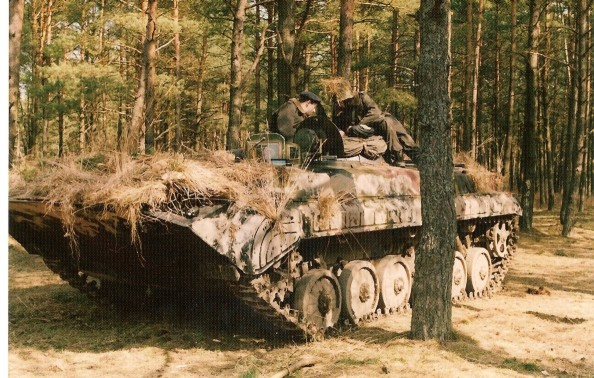
BWP 1 – na wyposażeniu 2 kr

| Polski Samodzielny Batalion Specjalny |          | Sielce                | ND WP            | 1943-1945 |                  |
| 1 Warszawski batalion rozpoznawczy    |          | Sielce                | 1 KP,1 AWP       | 1945–1947 |                  |
| 2 motocyklowy batalion rozpoznawczy   |          | Berdyczów             | 1 KPanc; KBW     | 1944-1952 |                  |
| 1 batalion rozpoznawczy               | JW 2523  | Siedlce               |                  |           |                  |
| 2 batalion rozpoznawczy               | JW 2429  | Kostrzyn, Gubin       | 19 DZ i 5 DPanc; | 1951-1961 | 58 kr            |
| 2 batalion rozpoznawczy               | JW 2429  | Kostrzyn, Gubin       | 19 DZ i 5 DPanc; | 1968-1995 | 6 Kresowy br     |
| 3 batalion rozpoznawczy               | JW 4021  | Lublin                | 3 DZ             |           |                  |
| 4 batalion rozpoznawczy               | JW 1028  | Słubice, Wędrzyn      |                  |           |                  |
| 5 batalion rozpoznawczy               |          | Gryfice               |                  | 1949-1961 |                  |
| 5 batalion rozpoznawczy               | JW 4975  | Koszalin, Kołobrzeg;  | 8 DZ             |           |                  |
| 5 batalion rozpoznawczy               | JW 3659  | Kołobrzeg, Lębork     |                  |           | 8 Lęborski br    |
| 6 batalion rozpoznawczy               | JW 2200  | Sztum, Elbląg         | 16 DPanc         |           |                  |
| 7 batalion rozpoznawczy               | JW 3315  | Wrocław, Strzegom     | 10 DPanc 10 DZ   |           |                  |
| 7 batalion rozpoznawczy               | JW 2988  | Opole, Brzeg          | 10 DPanc         |           |                  |
| 8 batalion rozpoznawczy               | 1200     | Wałcz i Piła          |                  |           | 19 kr            |
| 8 batalion rozpoznawczy               | JW 1200  | Budowo, Stargard      | 14 DP i 20 DPanc |           | 10 br            |
| 9 batalion rozpoznawczy               | JW 2949  | Żagań, Żary           | 11 DZ            |           |                  |
| 9 batalion rozpoznawczy               | JW 2943  | Żagań                 | 11 DPanc         | 1969-1993 |                  |
| 10 batalion rozpoznawczy              | JW 2087  | Gliwice, Nysa         | 2 DZ             | 1956-1962 |                  |
| 10 batalion rozpoznawczy              | JW 1200  | Stargard              | 2 PDZ            |           | 2 br szwoleżerów |
| 11 batalion rozpoznawczy              | JW 5730  | Budowo                | 20 DZ            |           |                  |
| 12 batalion rozpoznawczy              | JW 4551  | Biskupiec             |                  | 1955-1961 |                  |
| 14 batalion rozpoznawczy              | JW 1878  | Zambrów, Giżycko      | 1 DZ             | 1955-1961 |                  |
| 14 szkolny batalion rozpoznawczy      | JW 2806  | Giżycko               |                  | 1965-1991 |                  |
| 16 batalion rozpoznawczy              | JW 1015  | Szczecin              | 12 DZ            | - 1961    | 59 kr            |
| 16 batalion rozpoznawczy              | JW 1025  | Szczecin              | 12 DZ            | 1969-1994 | 12 br ułanów     |
| 17 batalion rozpoznawczy              | JW 1596  | Elbląg                | 16 DPanc, 16 DZ  |           | 61 kr            |
| 17 batalion rozpoznawczy              | JW 1596  | Elbląg                | 16 DZ            |           | 18 Pomorski br   |
| 19 batalion rozpoznawczy              | JW 5485  | Oleśnica, Wrocław     |                  | 1954-1961 |                  |
| 21 batalion rozpoznawczy              | JW 1977  | Krosno Odrzańskie     | 4 DP             | 1956-1957 |                  |
| 23 batalion rozpoznawczy              |          | Jarosław              | 9 DZ             |           |                  |
| 25 batalion rozpoznawczy              | JW 1028  | Międzyrzecz           | 5 DP, 4 DP       |           |                  |
| 26 batalion rozpoznawczy              | JW 4101  | Kraków, Dziwnów       |                  | 1961-1964 |                  |

- Polski Samodzielny Batalion Specjalny – sformowany w obozie we wsi Sielcy
- 1 Warszawski Batalion Rozpoznawczy – sformowany w obozie we wsi Sielcy jako jednostka 1 Korpusu Polskiego w ZSRR, a później 1 AWP
- 2 Motocyklowy Batalion Rozpoznawczy – sformowany w rejonie Berdyczowa jako organiczny pododdział 1 KPanc
- 1 Batalion Rozpoznawczy
- 2 Batalion Rozpoznawczy – pododdział 19 DZ i 5 DPanc; stacjonował w Gubinie; JW 2429
- 3 Batalion Rozpoznawczy – stacjonował w Lublinie; JW 4021
- 4 Batalion Rozpoznawczy
- 5 Batalion Rozpoznawczy – pododdział 8 DZ; stacjonował w Koszalinie; po powtórnym sformowaniu – w Kołobrzegu; JW 4975
- 6 Batalion Rozpoznawczy – sformowany w 1949; pododdział 16 DPanc; stacjonował w Elblągu; JW 2200; rozformowany w 1957
- 7 Batalion Rozpoznawczy – sformowany w 1948 we Wrocławiu; pododdział 10 DPanc i 10 DZ; stacjonował też w Strzegomiu, Opolu i Brzegu.
- 8 Batalion Rozpoznawczy – sformowany w 1955 na bazie 19 kompanii zwiadu 14 DP w Wałczu ; pododdział 14 DP i 20 DPanc; stacjonował w Wałczu i Pile; po ponownym sformowaniu stacjonował w Budowie i Stargardzie Szczecińskim; JW 1200
- 9 Batalion Rozpoznawczy – sformowany w 1949; pododdział 11 DZ; stacjonował w Żaganiu; w 1993 przemianowany na 10 Batalion Rozpoznawczy Strzelców Konnych; JW 2949
- 10 Batalion Rozpoznawczy – sformowany się na bazie plutonu zwiadu 7 DP; pododdział 2 DZ; stacjonował w Nysie; JW 2087
- 11 Batalion Rozpoznawczy – sformowany w 1951; pododdział 20 DZ; stacjonował w Budowie; rozformowany w 1957[1]; JW 5730[2]
- 12 Batalion Rozpoznawczy – stacjonował w Biskupcu; JW 4551[2]
- 14 Batalion Rozpoznawczy (JW 1878[3]) – sformowany w 1955 na bazie plutonu zwiadu 1 DP z Legionowa; pododdział 1 DZ; stacjonował w Zambrowie; JW 1878, w 1957 przeniesiony do Giżycka;w 1961 przeformowany na 29 kr; na jej bazie w 1967 sformowano14 szkolny br; rozformowany w 1991
- 14 Szkolny Batalion Rozpoznawczy im. ppor. Ryszarda Kuleszy – batalion szkolny z Giżycka → 3 Batalion Rozpoznawczy;
- 16 Batalion Rozpoznawczy – sformowany w 1957; pododdział 12 DZ; stacjonował w Szczecinie; JW 1025
- 17 Batalion Rozpoznawczy – sformowany w 1957; pododdział 16 DPanc; stacjonował w Elblągu; JW 1596; przeformowany na 61 kr; powtórnie sformowany w 1970; w 1995 przemianowany w 18 br; Pododdział 16 DZ; rozformowany w 2000
- 19 Batalion Rozpoznawczy – przeformowany na 18 Kołobrzeski Batalion Powietrznodesantowy
- 21 Batalion Rozpoznawczy – stacjonował w Krośnie; JW 1977
- 23 Batalion Rozpoznawczy – stacjonował w Jarosławiu; Pododdział 9 DZ; Rozformowany w 1993
- 25 Batalion Rozpoznawczy – sformowany w 1955 na bazie 25 kompanii zwiadu 5 DP; w 1957 przeszedł do składu 4 DP; stacjonował w Międzyrzeczu; JW 1028; w 1958 przeformowany na 25 kr
- 26 Batalion Rozpoznawczy – sformowany w 1961 r., stacjonował w Krakowie; po dyslokowaniu do Dziwnowa przemianowany na 1 Batalion Szturmowy; JW 4101

#### jednostki wojskowedalekiego rozpoznania
- 1 Samodzielny Batalion Szturmowy – garnizon Dziwnów; podległy SG WP
- 48 Kompania Specjalna – garnizon Kraków; kompania WOW
- 56 Kompania Specjalna – garnizon Szczecin; kompania POW
- 62 Kompania Specjalna – garnizon Bolesławiec; kompania SOW

### Jednostkirozpoznania radioelektronicznego
- 1 Pułk Rozpoznania Radioelektronicznego – Grójec podległy WLOP, obecnie Centrum Rozpoznania i Wsparcia Walki Radioelektronicznej im. ppłk. Jana Kowalewskiego
- 2 Pułk Rozpoznania Radioelektronicznego – Przasnysz
- 6 Pułk Rozpoznania Radioelektronicznego – Gdańsk-Oliwa podległy MW, obecnie 6 Oliwski Ośrodek Radioelektroniczny
- 9 Pułk Rozpoznania Radiowego – Skierniewice
- 10 Pułk Rozpoznania Systemów Radiolokacyjnych – Dziwnów
- 5 Batalion Rozpoznania Radiolokacyjnego – Zgierz
- 11 Batalion Rozpoznania Radioelektronicznego – Zgorzelec
- 12 Batalion Rozpoznania Radioelektronicznego – Koszalin

### Jednostki lotnicze
- 7 Pułk Lotnictwa Bombowego-Rozpoznawczego – Powidz

## Jednostki rozpoznawczeSił Zbrojnych Rzeczypospolitej Polskiej
- 1 Ośrodek Radioelektroniczny

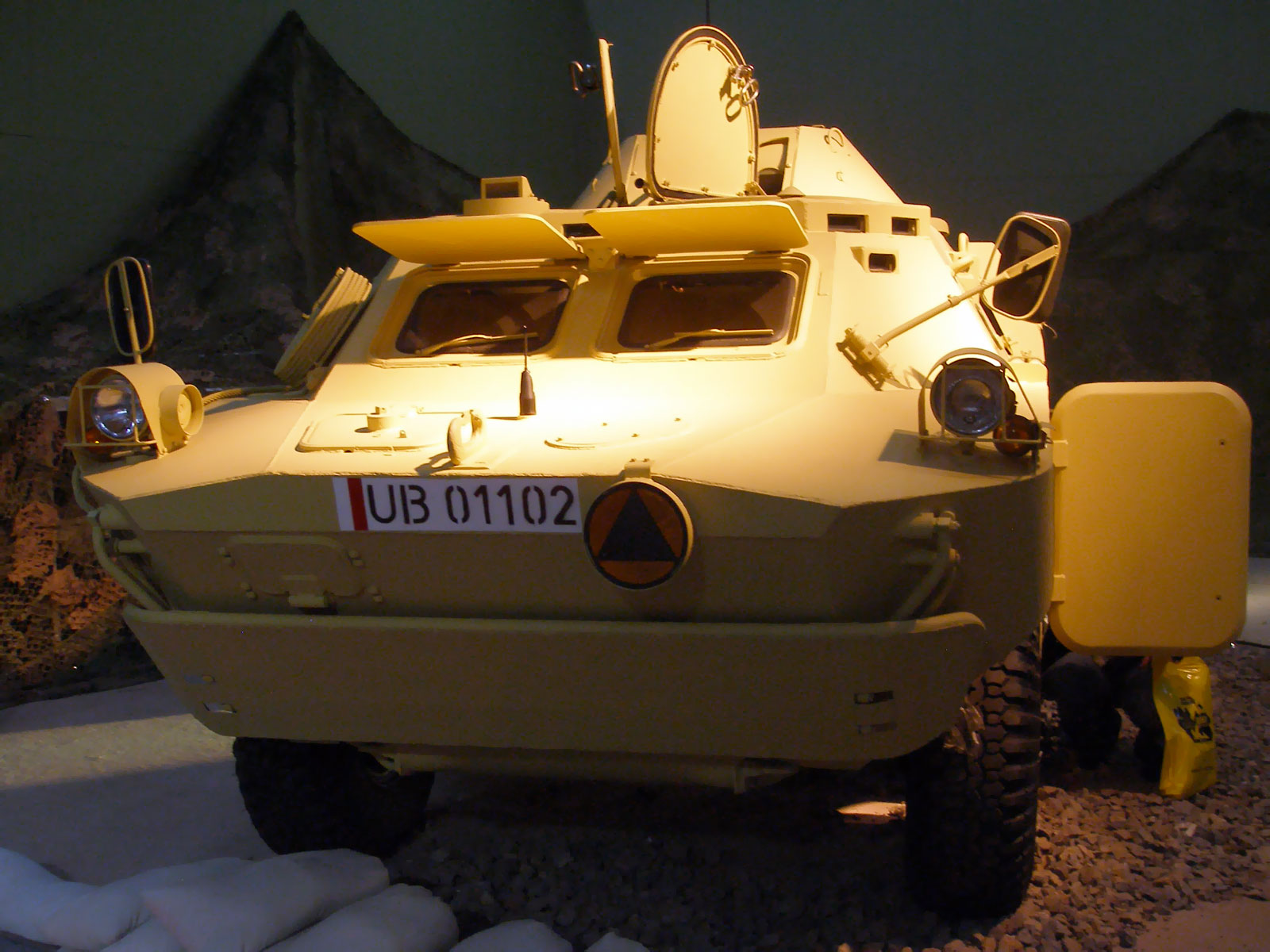
BRDM Szakal

- 2 Hrubieszowski Pułk Rozpoznawczy im. mjr Henryka Dobrzańskiego „Hubala” – Hrubieszów
- 9 Warmiński Pułk Rozpoznawczy im. mjr Zygmunta Szendzielarza „Łupaszki” – Lidzbark Warmiński
- 18 Pułk Rozpoznawczy – Białystok
- 32 Pułk Lotnictwa Rozpoznania Taktycznego – Sochaczew; rozformowany w sierpniu 1998
- 1 Siedlecki Batalion Rozpoznawczy – Siedlce; rozformowany z dniem 30 września 2011
- 2 Batalion Rozpoznawczy Szwoleżerów Rokitniańskich – Stargard Szczeciński; rozformowano w 1998 roku
- 2 Przasnyski Ośrodek Radioelektroniczny – Przasnysz
- 3 Mazurski Batalion Rozpoznawczy – Giżycko; rozformowano z dniem 31 grudnia 2010 roku
- 3 batalion rozpoznawczy, Lublin, 1993-1995
- 3 batalion rozpoznawczy, Giżycko,
- 4 Batalion Rozpoznawczy – Wędrzyn
- 5 Batalion Rozpoznawczy im. Jana Nepomucena Umińskiego – Opole; rozformowany w 1999 roku
- 6 Kresowy Batalion Rozpoznawczy – powstał w 1995 r. z przemianowania 2 br; w składzie 5 DZ; rozwiązany w 1998 r.; stacjonował w Gubinie; JW 2429.
- 6 Oliwski Ośrodek Radioelektroniczny – Gdynia
- 8 Lęborski Batalion Rozpoznawczy – powstał w 1993 r. z przemianowania kołobrzeskiego 5 br; w składzie 8 DOW; przeniesiony do Lęborka.
- 10 Rozpoznawczy Batalion Strzelców Konnych – Żagań; rozformowany z dniem 31 grudnia 2010 roku
- 12 Batalion Rozpoznawczy Ułanów Podolskich – Szczecin; rozformowany z dniem 31 grudnia 2010 roku
- 18 Batalion Rozpoznawczy – Elbląg; rozformowany w 2010 roku
- Jednostka Wojskowa Komandosów – Lubliniec
- Jednostka Wojskowa Nil – Kraków